# Campeonato Brasileiro de Handebol Feminino da Primeira Divisão
O Campeonato Brasileiro de Handebol Feminino da Primeira Divisão, é a segunda divisão do handebol feminino do Brasil, criada em 1999.
As equipes da liga sofrem com baixos orçamentos, fuga das principais atletas para as ligas europeias e problemas de calendário.

## História

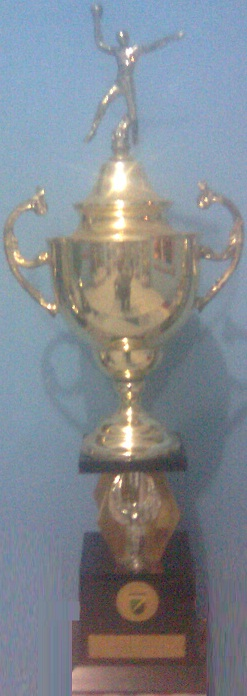
Troféu de Campeão Brasileiro da 1ª Divisão Feminino

Em 2001 o Fortaleza Esporte Clube torna campeão do torneio, no dia 24 de junho de 2007 o Português/AESO se torna campeão brasileiro adulto feminino.
Em 2008 disputa o campeonato o ASSERMURB(AC), Clube Náutico Capibaribe (PE), HCP(PB) e o  Português/AESO(PE) no grupo A, já no grupo B tinha o AVM(MG), Mega/Alfa(DF), PHC (MA) e Vigia(PA) na cidade de Belém que presenciou uma final Pernambucana entre Clube Português do Recife e Clube Náutico Capibaribe com vitória do Clube Português na prorrogação, foi o BI campeonato do clube na competição nacional.
Em 2010 o Campeonato Brasileiro da 1ª divisão Feminino foi disputado os zonais entre 6 de julho a 10 de julho e fase final de 17 de agosto a 21 de agosto tendo com vencedor 
Clube Português do Recife.
Em 2013 a equipe do Americana-SP sagrou-se bicampeã da competição ao vencer o Fortaleza/IFCE na final.
Em 2014 o Clube Português do Recife voltou a ganhar a taça em cima da equipe de São José dos Campos  no ano seguinte mais uma taça com vitória sobre o Handebol Clube da Paraíba na final. Em 2016 veio o Heptacampeonato brasileiro adulto feminino de handebol derrotando a então favorita Associação Blumenauense de Handebol na grande final. Em 2017 a hegemonia ao vencer a equipe do BPE/Santa Cruz na final por 25 x 21 e conquistou o Octa Campeonato Brasileiro da categoria, em 2018, a competição aconteceu em Salvador-BA e o clube Portugues do Recife venceu pela nona vez seguida o campeonato Brasileiro adulto feminino, a competição foi realizada no sistema de rodizio, vice campeão Jaguar/Sport-PE e terceiro Santa cruz-PE.

### Edições
| Ano  | Sede                  | Final                            | Final   | Final                     | Semifinalistas            | Semifinalistas | Semifinalistas       |
| Ano  | Sede                  | Campeão                          | Placar  | Vice-campeão              | Terceiro                  | Placar         | Quarto               |
| ---- | --------------------- | -------------------------------- | ------- | ------------------------- | ------------------------- | -------------- | -------------------- |
| 1999 |                       | Handebol Clube da Paraíba        |         |                           |                           |                |                      |
| 2000 |                       | Vasco da Gama                    |         |                           |                           |                |                      |
| 2001 |                       | Metodista/Unimed ABC/Santo André |         |                           |                           |                |                      |
| 2002 |                       | CEFET/Fortaleza                  |         |                           |                           |                |                      |
| 2003 |                       | Ulbra Sport Clube                |         |                           |                           |                |                      |
| 2004 |                       | AE Giorama/Univali               |         |                           |                           |                |                      |
| 2005 |                       | AE Giorama/Univali               |         |                           |                           |                |                      |
| 2006 |                       | Rio Branco/Americana             |         |                           |                           |                |                      |
| 2007 | Campina Grande        | Clube Português do Recife/AESO   |         |                           |                           |                |                      |
| 2008 | Belém                 | Clube Português do Recife/AESO   |         | Clube Náutico Capibaribe  |                           |                |                      |
| 2009 | Brasília              | Clube Português do Recife        | 29 x 21 | Americana-Rio Branco      |                           |                |                      |
| 2010 | Santana do Ipanema    | Clube Português do Recife        | 24x 23  | Handebol Clube da Paraíba |                           |                |                      |
| 2011 | PR                    | Cianorte                         | 26 - 25 | Americana-Rio Branco      |                           |                |                      |
| 2012 | Goiânia               | Sejelp/Pindamonhangaba           | 26—23   | Português/AESO            |                           |                |                      |
| 2013 | Belém                 | Americana                        | 26—21   | Fortaleza//IFCE           | Português/AESO            | 25—24          | Pinheiros            |
| 2014 | Afogados da Ingazeira | Português/AESO                   | -       | São José dos Campos       |                           |                |                      |
| 2015 | Manaus                | Português/AESO                   | 24—20   | Handebol Clube da Paraíba | Montes Claros             | 23—22          | Campinas             |
| 2016 | Maringá               | Português/AESO                   | 25—22   | Blumenau                  | Maringá/UNIMED/UNICESUMAR | 30—28          | UNICEL/FITO/OSASCO   |
| 2017 | Manaus                | Português/AESO                   | 25—21   | BPE/Santa Cruz            | Montes Claros             | 31—26          | HCM/IFAM/B2/Braziloc |
| 2018 | Salvador-BA           | Português/AESO                   |         | Jaguar/Sport-PE           | BPE/Santa Cruz            |                |                      |
| 2019 | Cascavel              | Português/AESO                   |         | Cascavel- PR              | Guarulhos                 |                | CAIC-PI              |
| 2020 |                       | NĀO FOI REALIZADO                |         |                           |                           |                |                      |
| 2021 |                       |                                  |         |                           |                           |                |                      |